# Danny Needham
Danny Needham soprannominato Danté (Sheffield, 18 novembre 1976) è un batterista inglese.
Danny "Danté" Needham è un batterista britannico, noto per essere batterista della band NWOBHM/Black/Speed Metal Venom dal 2009.
Inoltre ha anche lavorato in qualità di turnista con vari gruppi come 4Him, Garth Brooks e con l'ex frontman dei Black Sabbath Tony Martin.

## Biografia
Danny Needham ha iniziato a suonare la batteria negli anni '80 con gruppi nella sua città natale di Sheffield. Ha sempre avuto la possibilità di diventare professionista di alto livello a 19 anni e girare per il Regno Unito e oltreoceano con gruppi come quello di Steve Johnson (ex chitarrista di Phil Lynott) chiamato Guns N 'Oatcakes e con il gruppo Powerplay.
Dopo alcuni anni Danny Needham si trasferì a nord a Newcastle e si unì al gruppo Alexander's Palace, anche se non passò molto tempo prima che venisse avvicinato dagli ex-presentatori di MTV Rock/Metal e giornalisti "Bailey Brothers" , che gli offrirono la posizione di batterista nella loro band chiamata Baileys Comet che ha visto l'ex cantante dei Black Sabbath Tony Martin.